# ارابیب
ارابیب، از طایفه‌های سیستانی استان سیستان و بلوچستان می‌باشد. و از اصیل‌ترین مردمان آریایی سیستان میباشند و از ساکنین اولیه سیستان بوده‌اند و هستند. دوران درخشان این طایفه حتی بعد از نفوذاعراب در زمان خلیفه سوم حفظ شد. و با همان امتیاز قبل اسلام در مناطق مذکورشان ماندند و به علت موقعیت اجتماعی خاصی که داشتند. آقا، ارباب و صاحب اختیار خطاب می شدند و تاکنون این نام بر آنها مانده است. افراد وابسته به این طایفه از خاندان کیانیان می‌باشند و توانستند نسل خود را از حمله تیموریان و ازبکها حفظ کنند. کثرت جمعیت آنها به حدی بود که همواره یک هزار مردجنگی داشتند. دوران باشکوه این دسته از ارابیب در زمان حمله افشاربه سیستان و غروب کیانیان به خطر افتاد و تنها به امید اشرافیت گذشته خود فقر و تنگدستی را تحمل می‌کردند و در موارد عدیده روبه روی مردم قرار میگرفتند. یک دسته از این ارابیب که تلاش بسیاری در جهت اتحاداین طایفه انجام داد. شخصی بنام ارباب سیف الدین پیربود از آخرین بازماندگان نسل معتمد ملوک کیانی سیستان و از نوادگان ارباب‌ سعید (حاکم سیستان در زمان شاه عباس صفوی) بود که جرج پیترتیت در قسمت اعظم مطالب سیستان از اطلاعات وی بهره جست. سرنوشت ارابیب سیستان درس عبرتی شد تاارابیب منطقه خاش (لادیز) تن به عوامل حکومتی دهند.
افراد این طایفه در سیستان ایران و افغانستان، خاش (لادیز)، سراوان، شیراز، کویته، کراچی و… ساکن هستند.